# Hummondasyidae
Hummondasyidae zijn een familie van de buikharigen. 

## Taxonomie
Het volgende geslacht is bij de familie ingedeeld:
- Hummondasys Todaro, Leasi & Hochberg, 2014